# Let B2-840 Belavie
Let B2-840 Belavie je bil mednarodni potniški let letala Boeing 737-8ZM beloruske letalske družbe Belavia med Kijevom in Minskom 21. oktobra 2016. Zaradi ukrajinskega ukaza k prisilnem pristanku je med Ukrajino in Belorusijo nastal manjši incident, ki je bil po pogovoru predsednikov razrešen. Po številnih navedbah Ob pristanku je bil pridržan in pozneje izpuščen armenski novinar in bloger Armen Martirosjan, ki je bil povezan z gibanjem proti Evromajdanu. 

## Let
21. oktobra 2016 je iz mednarodnega letališča v Kijevu vzletel Boeing 737-8ZM letalskega prevoznika Belavia s 136 potniki in 6 člani posadke na krovu.
50 kilometrov pred vstopom v zračni prostor Belorusije je letalska posadka dobila navodilo dispečerja iz kijevske kontrole zračnega prometa Ukraeroruh, naj se takoj vrne na letališče odhoda, brez navedbe razloga. Po navedbah predstavnikov letalske družbe so v primeru neposlušnosti grozili z dvigom lovcev. Ko je bil kasneje objavljen posnetek pogovorov med posadko in dispečerjem, v katerem dispečer pilota opozori, da bodo v primeru neupoštevanja navodil uporabljeni lovci, so predstavniki SBU te grožnje označili za »samovoljo kontrolorja«.
Po pristanku so ukrajinski organi kazenskega pregona po navedbah letalske družbe zadržali armenskega potnika. Potnika so mnogi identificirali kot v Rusiji živečega novinarja propagandnega portala Ukraina.ru, Armena Martirosjana, ki je bil povezan z gibanjem proti Evromajdanu.  Letalo je lahko nadaljevalo pot, zadržani potnik pa je v Minsk odletel z drugim letalom. Po navedbah Martirosjana za ruske medije so varnostni organi iskali »nekakšno napravo za shranjevanje informacij, vendar niso našli ničesar in so ga izpustili.«
Belorusija je v zvezi s prisilnim pristankom letala protestirala pri Ukrajini in zahtevala uradno opravičilo ter finančno nadomestilo za nastale stroške. Tedanji ukrajinski predsednik Porošenko se je v telefonskem pogovoru z beloruskim predsednikom Lukašenkom opravičil za incident in sporočil, da so bili storilci kaznovani.  Kasneje so ukrajinski mediji poročali, da odgovornih v SBU in Ukraeroruh niso kaznovali.

## Mednarodna reakcija
Incident ni bil deležen velikega medijskega zanimanja. Po podobnem incidentu s prisilnim pristankom Ryanairovega leta v Minsku in zadržanju beloruskega blogerja Protaseviča so različni predstavniki beloruskih in ruskih oblasti ob uvedbi evropskih sankcij večkrat omenili incident v Kijevu in zahodnim državam očitali dvojne standarde.

## Podobni dogodki
- Prisilni pristanek leta FR4978 v Minsku